# Архангельська губернія
64°32′00″ пн. ш. 40°32′00″ сх. д. / 64.53333333° пн. ш. 40.53333333° сх. д.
Арха́нгельська губе́рнія (рос. Арха́нгельская губе́рния) — історична адміністративно-територіальна одиниця Російської імперії та (до 1929) РРФСР, з центром в Архангельську.
Найбільша губернія в Європейській Росії, займала всю її північну частину від Фінляндії до Уральських гір, межує на півночі з Північним Льодовитим океаном і оточує Біле море. Губернія межувала з Тобольською губернією на південному сході, з Вологодською губернією на півдні, Олонецькою губернією на південному заході, Швецією (пізніше Великим князівством Фінляндією та згодом незалежною Фінляндією) на заході, і Норвегією на північному заході
На території Архангельської губернії знаходиться сучасна територія Мурманської області, Ненецького автономного округу, північних частин Карелії, Архангельської області, Республіки Комі.

## Історія
В 1780 Архангелогородська губернія з центром в Архангельську була скасована і перетворена на Вологодське намісництво. Намісництво було поділено на три області: Вологодську, Великоустюзьку та Архангельську. 26 березня 1784, Архангельська область була відокремлена і перетворена на Архангельське намісництво. Цар Павло I 12 грудня 1796 р. видав указ, що перетворив Архангельське намісництво на Архангельську губернію. Одночасно було скасовано Олонецьке намісництво, та Кемський повіт та близько половина Повенецького повіту були передані Архангельській губернії.
В 1780 Архангельська область (а згодом і Архангельське намісництво) була поділена на сім повітів (адміністративні центри, які мали статус міста, наведені в дужках),
- Архангельський повіт (Архангельськ)
- Холмогорський повіт (Холмогори)
- Кольський повіт (Кола)
- Мезенський повіт (Мезень)
- Онезький повіт (Онега)
- Пінезький повіт (Пінега)
- Шенкурський повіт (Шенкурськ)

Мезень, Онега та Пінега отримали статус міста в 1780 році лише для того, щоб стати повітовими містами. Колі було надано статус міста у 1784 році.
В 1801 частина Повенецького повіту була передано до Олонецької губернії, а Кемський повіт із центром у м. Кем залишився у Архангельській губернії. В 1854 році місто Кола було зруйноване під час Кримської війни, а Кольський повіт було об’єднано  Кемськи повітом. В 1883 Кольський повіт було відновлено, але в 1899 повітовий центр було перенесено в Олександрівськ, а повіт було перейменовано на Олександрівський. В 1891 році Печорський повіт з центром в Усть-Цильмі було відокремлено від Мезенського повіту.
У квітні 1918 року вісім північно-західних губерній - Петербурзька, Новгородська, Псковська, Олонецька, Архангельська, Вологодська, Череповецька і Північно-Двінська - були об'єднані у Союз комун Північної області, який вже в 1919 році був скасований.
В 1919-1920 роках на території п'яти волостей Архангельської губернії існувала невизнана Північнокарельська держава (Ухтинська республіка, Біломорська Карелія, Архангельська Карелія)..
Адміністративний поділ губернії залишився біз змін і після революції 1917 року. В 1917, губернія мала у своєму складі дев'ять повітів. 2 березня 1918, Усть-Васький повіт з центром в Усть-Вашці було відокремлено від Мезенського повіту (6 лютого 1922, його було скасовано і знову приєднано до Мезенського повіту). Також в 1918 році західна частина Олександрівського повіту була передана Фінляндії, яка стала незалежною, а решта повіту була перетворена на Мурманську губернію. В 1920 році Кемський повіт було передано Карельській Трудовій комуні, яка 25 липня 1923 була перетворена на Карельську Автономну Соціалістичну Радянську Республіку. В 1922, значна частина Печорського району була передана до новоствореної Комі-Зирянської автономної області. 15 березня 1922, Холмогорський повіт було перейменовано на Ємецький, а повітове місто було перенесено з Холмогорів до Ємецьку.
У наступний період адміністративні зміни в губернії відбувалися майже щорічно. В 1928 році губернія мала у своєму складі п'ять повітів: Архангельський, Мезенський, Онезький, Печорський та Шенкурський.
14 січня 1929 року наказом Всеросійського Центрального Виконавчого Комітету три губернії (Архангельська, Вологодська та Північно-Двінська) та Комі-Зирянська автономна область були об'єднані у Північний край.